# Узункольське
Узунко́льське (каз. Ұзынкөл) — село у складі Єгіндикольського району Акмолинської області Казахстану. Адміністративний центр Узункольського сільського округу.
Населення — 325 осіб (2021; 396 у 2009, 594 у 1999, 897 у 1989).
Національний склад станом на 1989 рік:
- росіяни — 30 %;
- казахи — 22 %;
- білоруси — 20 %.

До 1993 року село називалось Ушаковське.